# Жилкибаєва Букош
Букош Жилкибаєва (Джилкибаєва) (1926, село Боконбаєво, тепер Тонського району Іссик-Кульської області Киргизстану — ?) — радянська киргизька діячка, вчителька Токтогульської середньої школи імені Сталіна Джалал-Абадської області Киргизької РСР. Депутат Верховної ради СРСР 4-го скликання.

## Життєпис
Народилася в бідній селянській родині. У 1945 році закінчила середню школу імені Максима Горького Тонського району Іссик-Кульської області Киргизької РСР.
З 1945 по 1947 рік навчалася в Пржевальському вчительському інституті Киргизької РСР.
З 1948 року — вчителька Токтогульської середньої школи імені Сталіна Токтогульського району Джалал-Абадської області Киргизької РСР.
У 1953 році заочно закінчила Фрунзенський педагогічний інститут.
Подальша доля невідома.

## Нагороди
- медаль «За доблесну працю у Великій Вітчизняній війні 1941—1945 рр.»
- медалі